# Frans 1. af Sachsen-Lauenburg
Frans 1. af Sachsen-Lauenburg (1510 – 19. marts 1581) var hertug af Sachsen-Lauenburg fra 1543 til 1571 og igen fra 1573 til sin død i 1581.
Han var søn af hertug Magnus 1. af Sachsen-Lauenburg og Katharina af Braunschweig-Wolfenbüttel. Han var bror til dronning Dorothea af Danmark, gift med Christian 3. af Danmark, og dronning Katarina af Sverige, gift med kong Gustav Vasa af Sverige.
Han blev hertug, da hans far hertug Magnus 1. døde i 1543. Han abdicerede til fordel for sin søn Magnus 2. i 1571. To år senere blev han hertug igen og fortsatte som hertug til sin død i 1581. Han blev efterfulgt som hertug af sine sønner Magnus 2. og Moritz.

## Ægteskab og børn
Magnus giftede sig i november 1509 med Sibylle af Sachsen (1515-1592). Parret fik følgende børn:
1. Albert (1542-1544)
2. Dorothea (1543-1586), hertuginde af Braunschweig-Grubenhagen
3. Magnus 2. (1543-1603), hertug af Sachsen-Lauenburg
4. Ursula (1545-1620), hertuginde af Braunschweig-Danneberg
5. Frans 2. (1547-1619), hertug af Sachsen-Lauenburg
6. Henrik 3. (1550-1585), fyrsteærkebiskop af Bremen
7. Moritz (1551-1612), hertug af Sachsen-Lauenburg
8. Sidonia Katharina (død 1594), hertuginde af Teschen
9. Frederik (1554-1586)